# 受水河胡同
39°54′11″N 116°22′15″E / 39.9031365°N 116.3707478°E
受水河胡同，是位于中国北京市西城区中部的一条胡同。

## 简介
受水河胡同东起振兴巷，西到佟麟阁路。该胡同原称“臭水河胡同”。此处原来是唐朝幽州城北护城河，后来河道干涸，遂变为臭水河。后来谐音改为“涭水河”。1965年北京市整顿地名，又谐音称为“受水河胡同”。受水河胡同中部还有一条向北到新文化街的分叉，也是受水河胡同的一部分。
根据考证，唐朝的幽州城，南北九里，东西七里。城垣四至是：东垣在宣武门稍往西一线，西垣是会城门、马连道一线、南垣是白纸坊一线，北垣是西便门、头发胡同一线。北京燕山出版社出版的《北京考古四十年》记载：“自白云观北之小河向东流，穿东西太平胡同，达头发胡同之北的受水河胡同（元臭水河），似唐幽州城之北护城河。”